# James Cardno
James Cardno   (Fraserburgh, 25 de maig de 1912 - Leeds, 15 de maig de 1975) va ser un pilot de bobsleigh escocès que va competir durant la dècada de 1930.
El 1936 va prendre part en els Jocs Olímpics de Garmisch-Partenkirchen, on disputà les dues proves del programa de bobsleigh. Guanyà la medalla de bronze en la prova de prova de bobs a 4, fent equip amb Frederick McEvoy, Guy Dugdale i Charles Green, mentre en la de bobs a 2, fent parella amb Frederick McEvoy, fou quart.